# Erhan Mašović
Erhan Mašović, né le 22 novembre 1998 à Novi Pazar en République fédérale de Yougoslavie, est un footballeur serbe. Il évolue au VfL Bochum, au poste de défenseur central.

## Biographie
Il joue deux matchs en Ligue Europa avec le club du FK Čukarički.

## Palmarès
- Club Bruges KV
  - Championnat de Belgique
    - Champion : 2018

- VfL Bochum
  - 2. Bundesliga
    - Champion en 2021